# America first
America First (dansk: Amerika først) er en politisk doktrin i USA, som normalvis kendetegnes af amerikansk nationalisme og en isolationistisk udenrigspolitik. Slagordet kendes først fra mellemkrigstidens USA og blev taget i brug igen af Donald Trump i hans første præsidentperiode.

## Den første bølge: 1914-1941
America First er blevet brugt som slogan af både demokratiske og republikanske politikere. Udtrykket "America First" dukkede først op på den politiske scene i løbet af 1880'erne, men termen fik for alvor national opmærksomhed i 1915, efter Woodrow Wilson anvendte termen som sit slogan for sin præsidentkampagne. Da første verdenskrig brød ud i 1914 under Wilsons præsidentskab, var der ikke megen opbakning blandt den amerikanske befolkning til, at USA skulle involvere sig i konflikten. Wilson brugte derfor kampagnesloganet "He kept us out of War, America First" (dansk: "Han holdt os ude af krig, Amerika først") til at berolige de amerikanske vælgere og de mange isolationister, selvom han selv var internationalist (se også Wilsonianisme).
Wilson blev genvalgt som præsident d. 7. november 1916, men knap fem måneder (d. 4. april 1917) senere havde USA og Wilson allerede brudt deres neutralitetspolitik og officielt indtrådt på Ententemagternes side. Dette fik den tidligere politiker, journalisten og den senere avismagnat, William Randolph Hearst, til bruge sloganet "America First" mod Wilson. Hearst – som på dette tidspunkt var registeret demokrat og tidligere havde opstillet som en demokratisk kandidat til bl.a. Repræsentanternes Hus – var en vokal kritiker af Wilson. Sloganet "America First" blev efterfølgende associeret med ikke-interventionistiske politikere i begge partier.
Disse ikke-interventionistiske politikere lykkes efterfølgende med at forhindre Wilson i at ratificere Versailles-traktaten, som ellers ville have medført, at USA ville have tilsluttet sig Folkeforbundet. Den republikanske senator Warren G. Harding udnyttede ligeledes slagordne ("America First") til at vinde præsidentvalgkampen i 1920. Han applerede i denne forbindelse til en "nedskaleret" (en mere ikke-interventionistisk) udenrigspolitik, hvor USA ikke skulle være part i en permanent militær alliance og ikke skulle påtage sig politiske og økonomiske forpligtigelser, som ville underlægge USA's beslutningstagen til andre autoriteter. Dette synspunkt er en klar ideologiske forløber, med mange ligheder, til det budskab, som Donald Trump fremførte næste 100 år senere i forbindelse med sin præsidentvalgkamp i 2016.
De to efterfølgende republikanske præsidenter – Calvin Coolige og Herbert Hoover – førte i store træk denne mere ikke-interventionistiske udenrigspolitiske linje videre, da de bl.a. betragtede den republikanske sejr i 1920 som en direkte afvisning af Wilsons udenrigspolitik. Selvom den efterfølgende demokratiske præsident Franklin D. Roosevelt – som havde været del af Woodrow Wilsons administration – var en internationalist, var 1930'erne højdepunktet for isolationisme i USA. Roosevelt tog ved lære ved Wilsons fejltagelser og undgik derfor at provokere den isolationistiske stemning.
America First-komiteen (AFC), med Charles Lindbergh som den mest kendte talsperson, var en kampagne imod, at USA skulle involvere sig i Anden Verdenskrig. Den arbejdede for isolationisme og imod, at USA skulle involvere sig internationalt. Gruppen havde 800.000 medlemmer i 450 afdelinger og gjorde sloganet "America First" populært. Meget af gruppens retorik var antisemitisk og pro-fascistisk, men gruppen havde en varieret medlemsbase.:167  Gruppen blev opløst den 10. december 1941, tre dage efter det japanske angreb på Pearl Harbor.
Den paleokonservative Pat Buchanan, der blandt andet kandiderede ved republikanernes primærvalg i 1992, har talt positivt om America First-komiteen og brugte selv "America First" som slogan.:287 

## Den anden bølge: 2015-
Donald Trump, som havde mødt Pat Buchanan under Reformpartiets primærvalg i 2000, begyndte at bruge Buchanans slogan i 2015.
I begyndelsen af Trump-kampagnen blev Trump markedsført som en nationalist, der ville sætte Amerika først. Kampagnelederen Corey Lewandowski (som senere udgav en bog med titlen) brugte frasen i kampagnen, og både Sarah Palin og Chris Christie brugte "America First" i deres støtteerklæringer til Trump. Trump inkluderede selv slagordet i sine daglige optrædener efter et interview med David E. Sanger i The New York Times i marts 2016.
Trump fortsatte under valgkampen med at fremhæve, at "America First" ville være et overordnet tema i hans regering, og han støttede nationalisme og isolationspolitik. Efter Trump blev valgt til præsident, blev "America First" en officiel udenrigspolitisk doktrin fra Donald Trumps regering. Trump omtalte "America First" i sin indsættelsestale d. 20. januar 2017. I en meningsmåling fra Politico/Morning Consult sagde 65% af amerikanerne, at de reagerede positivt på Trumps "America First" i indsættelsestalen, mens 39% mente, at talen var dårlig. Slagordene "Make America Great Again" og "America First" blev begge brugt i titlen på Trump-regeringens forslag til finansloven for 2018. Dette henviste til forslaget om at bruge mere på militæret, mere på national sikkerhed og på veteraner, og mindre på udenlandske udgifter, og det havde et mål om at opnå budgetbalance inden for ti år.